# Tomás González González
Tomás González González (* 23. August 1968 in Santurce, San Juan) ist ein puerto-ricanischer römisch-katholischer Geistlicher und Weihbischof in San Juan de Puerto Rico.

## Leben
Tomás González González wurde in Santurce, einem Stadtteil von San Juan, geboren. Er besuchte das Colegio Santa María de los Ángeles in San Juan und bis 1986 das Colegio Nuestra Señora de Belén in Guaynabo. 1991 erwarb er an der Universität von Puerto Rico in Bayamón einen Abschluss im Fach Betriebswirtschaftslehre und arbeitete in der Folge von 1992 bis 1994 bei der Fluggesellschaft American Eagle. Ab 1994 studierte Tomás González González Philosophie und Katholische Theologie am regionalen Priesterseminar in San Juan. An der Päpstlichen Katholischen Universität von Puerto Rico in Ponce erlangte er ein Lizenziat im Fach Katholische Theologie. Er empfing durch den Erzbischof von San Juan de Puerto Rico, Roberto Octavio González Nieves OFM, im Dezember 2000 im Heiligtum Gruta de Lourdes in Trujillo Alto die Diakonenweihe und am 6. August 2001 in der Kathedrale von San Juan das Sakrament der Priesterweihe für das Erzbistum San Juan de Puerto Rico.
González González war nach der Priesterweihe zunächst als Pfarrvikar der Pfarrei San Lucas Evangelista tätig, bevor er 2002 deren Pfarrer wurde. Von 2001 bis 2017 fungierte er zusätzlich als Kaplan am Universitätskrankenhaus in San Juan und von 2016 bis 2023 als Bischofsvikar des Vikariats Río Piedras-Trujillo Alto. Zudem gehörte er von 2003 bis 2023 dem Beirat des regionalen Priesterseminars in San Juan und von 2005 bis 2023 der Weihezulassungskommission des Erzbistums San Juan de Puerto Rico an. Außerdem wirkte er von 2012 bis 2023 als Spiritual der Bewegung Cursillos de Cristiandad. Ab 2020 war González González Pfarrer der Pfarrei Santa Luisa de Marillac in San Juan sowie ab 2023 zusätzlich Generalvikar und Kanzler der Kurie des Erzbistums San Juan de Puerto Rico.
Am 8. September 2023 ernannte ihn Papst Franziskus zum Titularbischof von Enera und zum Weihbischof in San Juan de Puerto Rico. Der Erzbischof von San Juan de Puerto Rico, Roberto Octavio González Nieves OFM, spendete ihm am 18. November desselben Jahres in der Kirche Santa Teresita del Niño Jesús in Santurce die Bischofsweihe; Mitkonsekratoren waren der Apostolische Delegat für Puerto Rico, Erzbischof Piergiorgio Bertoldi, und der Bischof von Caguas, Eusebio Ramos Morales. Sein Wahlspruch Y guíame en el camino eterno („Leite mich auf dem Weg der Ewigkeit“) stammt aus Ps 139,24 .